# Amphitritides gracilis
Amphitritides gracilis är en ringmaskart som först beskrevs av Grube 1860.  Amphitritides gracilis ingår i släktet Amphitritides och familjen Terebellidae. Det är osäkert om arten förekommer i Sverige. Inga underarter finns listade i Catalogue of Life.